# Дифузія за законом Арреніуса
Активаційний закон дифузії — формула, яка визначає залежність коефіцієнту дифузії від температури.
Активіаційний закон дифузії записується у вигляді
{\displaystyle D=D_{0}e^{\dfrac {-E_{a}}{k_{B}T}}},
де {\displaystyle D_{0}} — параметр, що називається передекспоненційним множником, {\displaystyle E_{a}} — параметр з розмірністю енергії, який називається енергією активації, {\displaystyle k_{B}} — стала Больцмана, Т — абсолютна температура.
Передекспоненційний множник {\displaystyle D_{0}} — може залежати від температури, але ця залежність набагато слабша, ніж експоненційна залежність у формулі. При дуже високій температурі {\displaystyle k_{B}T\gg E_{a}} коефіцієнт дифузії дорівнює {\displaystyle D_{0}}.
Енергія активації {\displaystyle E_{a}} — визначає температуру, вище якої дифузія стає значною. Зазвичай вона визначається в експериментах з відпалювання матеріалу. Нижче за термпературу
{\displaystyle E_{a}/k_{B}} дифузія практично відсутня, тож будь-які процеси, залежні від рухливості частинок, починають проходити зі значною інтенсивністю лише коли температура перевищує це значення.

## Фізична природа
В основі пояснення активіаційного закону дифузії лежить уявлення про те, що частинки перебувають в потенціальних ямах, відокремлених від сусідніх ям потенціальним бар'єром із висотою {\displaystyle E_{a}}. Для подолання бар'єру частинка повинна отримати за рахунок теплового руху енергію, вищу за висоту потенціального бар'єру. Ймовірність того, що класична частинка матиме певну енергію визначається розподілом Больцмана, що й визначає тепературну залежність коефіцієнту дифузії.